# Miguel de Portugal (bispo)

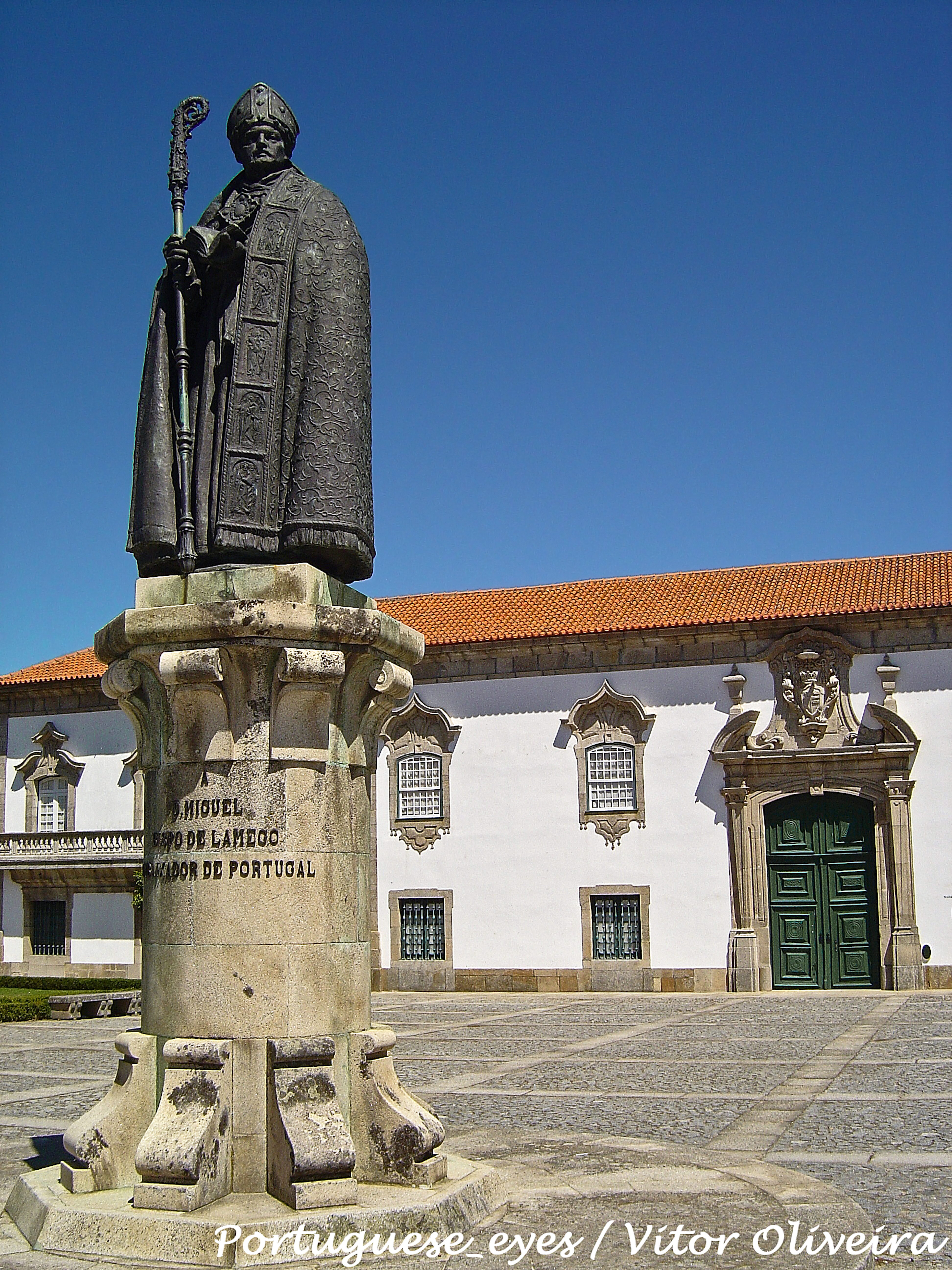
Monumento em Lamego

D. Miguel de Portugal, Bispo de Lamego (Évora, c. 1601-Lisboa, 3 de janeiro de 1644), descendente da Casa dos Condes de Vimioso, formou-se em Teologia e Cânones na Universidade de Coimbra. Sendo inquisidor em Évora, foi eleito bispo em 14 de Maio de 1636. Deu ao bispado constituições em 1639. . Em 15 de Abril de 1641 foi enviado a Roma por D.João IV, onde se manteve como embaixador até 18 de Dezembro de 1642. Em 1643 foi nomeado arcebispo de Lisboa, mas morreu sem tomar posse.
Tem em Lamego um monumento em sua homenagem, obra do escultor Francisco Franco e arquiteto Cottinelli Telmo.